# Urs Räber
Urs Räber (Grindelwald, 28 novembre 1958) è un ex sciatore alpino svizzero, vincitore della Coppa del Mondo di discesa libera nel 1984.

## Biografia
Räber, specialista della discesa libera, ottenne il primo piazzamento in Coppa del Mondo il 1º febbraio 1979 a Villars-sur-Ollon (7º) e nella stessa stagione, 1978-1979 in Coppa Europa, vinse la classifica della specialità, mentre in quella successiva esordì ai Giochi olimpici invernali. A Lake Placid 1980 fu 18º nella discesa libera.
Sempre in discesa libera ottenne il primo podio in Coppa del Mondo, sulla Saslong della Val Gardena il 20 dicembre 1982 (3º), e le sue due vittorie nel circuito, il 18 dicembre 1983 ancora in Val Gardena e il 7 gennaio 1984 a Laax. In quella stagione 1983-1984 ottenne anche il suo ultimo podio, il 2 febbraio sull'Olimpia delle Tofane di Cortina d'Ampezzo (2º), e vinse la Coppa del Mondo di specialità con 3 punti di vantaggio su Erwin Resch. Ai XIV Giochi olimpici invernali di Sarajevo 1984, sua ultima presenza olimpica, si classificò al 5º posto. Il suo ultimo piazzamento in carriera fu il 10º posto ottenuto nella discesa libera di Coppa del Mondo disputata il 4 marzo 1984 ad Aspen.

## Palmarès

### Coppa del Mondo
- Miglior piazzamento in classifica generale: 7º nel 1984
- Vincitore della Coppa del Mondo di discesa libera nel 1984
- 6 podi (tutti in discesa libera):
  - 2 vittorie
  - 2 secondi posti
  - 2 terzi posti

#### Coppa del Mondo - vittorie
| Data             | Località    | Paese    | Specialità |
| ---------------- | ----------- | -------- | ---------- |
| 18 dicembre 1983 | Val Gardena | Italia   | DH         |
| 7 gennaio 1984   | Laax        | Svizzera | DH         |

Legenda:

DH = discesa libera

### Coppa Europa
- Vincitore della classifica di discesa libera nel 1979[1]

### Campionati svizzeri
- 1 medaglia (dati parziali, dalla stagione 1983-1984):
  - 1 oro (discesa libera[senza fonte] nel 1984)